# Жовтолика (роман)
«Жовтолика» — це роман 2023 року, написаний Реббекою Кван. Книга є сатирою на сприйняття расової різноманітності у видавничій галузі, а також метапрозою про соціальні мережі, зокрема Twitter.

## Сюжет
Джун Гейворд — молода письменниця, чия єдина видана книга не вельми успішна. У Вашингтоні вона зустрічає свою колишню однокурсницю Атену Лю, китайсько-американську письменницю, чиї три книги навпаки успішні. Атена зазначає, що має недописаний роман «Останній фронт» про китайських робітників, завербованих Британією у Першу світову війну. Відсвяткувавши зустріч, обидві жінки йдуть продовжити у квартирі Атени. Там Атена давиться млинцем, Джун не вдається її врятувати. Викликавши поліцію, Джун краде рукопис роману.
Заздрячи Атені, Джун вирішує позиціювати себе як подругу авторки, щоб видати її незавершений роман. На своє обурення вона дізнається, що Атена описала в одному зі своїх творів випадок про те, як Джун стала жертвою сексуального насильства. У міру того, як Джун змінює все більше і більше чернетки, вона починає відчувати себе власницею «Останнього фронту» і вирішує опублікувати його як свій оригінальний твір. Джун надсилає рукопис до видавництв, котрі пропонують великий аванс. Щоб уникнути суперечок, вона публікує книгу під іменем Дженіфер Сонг (Сонг — середнє ім'я). Її колега Кендіс Лі з підозрою ставиться до раптового успіху Джун і розслідує як біла письменниця може розумітися на китайських реаліях. Кендіс Лі звільняють з видавництва, коли дізнаються, що вона поставила книзі Джун найнижчу оцінку на Goodreads.
Книга стає бестселером, Джун отримує великі гонорари й живе в такому ж достатку, як жила Атена. Проте американці азійського походження критикують те, як Джун описала китайців, з неточностями та стереотипами. Читачі також зауважують подібність книги до раніших видань Атени Лю. Джун робить фотографії, де вона виглядає расово неоднозначною. Попри спроби представити себе азійкою, навколо успіху роману далі точаться суперечки, і Джун неодноразово відкидає звинувачення в культурному привласненні та плагіаті в Twitter. Колишній хлопець Атени, Джефф, намагається шантажувати Джун, користуючись фактами з її біографії, які Атена вклала до своїх творів, але хибно трактує їх і зазнає невдачі. Щоб продовжити писати, Джун бракує ідей і вона користується нотатками Атени, щоб написати новелу «Мати-відьма».
Джун запрошують вести семінар для азіатсько-американської молоді, де вона публічно принижує підлітка після зауваження про плагіат. Потім вона розуміє, що не зможе самостійно видати ще одну успішну книгу, тому краде ідеї у своїх учнів. Зрештою Кендіс Лі хитрощами змушує її зізнатися на камеру в привласненні роману Атени. Кендіс отримує доступ до сторінки Атени в Instagram і робить фальшиві фото, щоб вдати ніби Атена жива. Далі вона програє для Джун у темряві старі відео Атени, справляючи враження, наче померла письменниця поруч. Між ними стається бійка, внаслідок якої Джун опиняється в лікарні.
Кендіс видає мемуари під назвою «Жовтолика». Але Джун не покидає писати. Вона намірюється видати власні мемуари, в яких вона виставляє себе як героїню, що врятувала «Останній фронт» від забуття, а Кендіс як наклепницю. Наприкінці лишається неясним, була ця оповідь правдивою, чи це версія Кендіс Лі, або вигадка Джун.

## Критичний прийом
Kirkus Reviews назвав книгу «швидкою, різкою критикою видавничої індустрії», але зауважив, що в ній інколи бракує нюансів. The Guardian написав: «Кван подає надзвичайно цікаву розповідь про нахабне літературне пограбування». Її роман позиціює будь-який творчий акт як крадіжку того чи іншого роду, від книги Атени до лекції в коледжі. NPR відгукнувся про «Жовтолику» позитивно, назвавши роман «добре виконаним, захопливим, швидким романом», який ставить питання про роль соціальних медіа у формуванні кар’єри автора, привілеї, зележно від походження, та цензуру. Chicago Review of Books писав, що «[Жовтолика] сяє похмурим дотепним тоном Кван, критикою видавничої справи та культурної експлуатації, а також всепоглинаючою природою Інтернет-персон».
The Washington Post критично оцінила роман, зазначивши, що героїня Джун була непослідовною та їй бракувало глибини, а описи видавничої індустрії в романі були поверхневими та надто сильно покладалися на копіювання аргументів Twitter у тексті.

## Видання українською
- Ребекка Кван. Жовтолика, переклад Анни Литвиненко. — Жорж, 2024. — 272 с.